# Zacharova Rassocha
La Zacharova Rassocha (in russo Захарова Рассоха?) è un fiume della Siberia Orientale, affluente di sinistra della Novaja. Scorre nel Tajmyrskij rajon del Territorio di Krasnojarsk, in Russia.
Il fiume ha origine e scorre nel Bassopiano della Siberia settentrionale descrivendo un ampio cerchio, terminando in direzione meridionale. Ha una lunghezza di 212 km; l'area del suo bacino è di 4 560 km². Sfocia nella Novaja a 100 km dalla foce. L'affluente maggiore è il Bol'šoj Baty-Sala (lungo 88 km) proveniente dalla destra idrografica. Non ci sono insediamenti lungo il corso del fiume.